# 永遠の終り
『永遠の終り』(The End of Eternity)は、アイザック・アシモフのSF小説。1955年に刊行された。

## 概要
アシモフには珍しいタイムトラベルを題材にした作品。実はファウンデーションシリーズと関わりの深い作品であり、同シリーズに異星人が登場しない理由が述べられている。また『ファウンデーションの彼方へ』では「伝説」として永遠人について言及されている。

## あらすじ
通常の時間の流れと隔てられた「時場」(temporal field) の中から人類の歴史を監視し、時に矯正を行う時間管理機関「エターニティ（永遠）」。その一員である永遠人（エターナル）ハーランは、ある日上司から研修生クーパーの教育を任される事になる。彼が新たにエターニティに加わるには年を取り過ぎている事に疑念を抱くハーラン。
そんな中、現実矯正の為に482世紀に着任したハーランは、そこで美しい女性ノイエスと出会い恋に落ちるが、矯正を行えば彼女の存在がこの世から消えてしまうであろう事を知る。
やがてエターニティの存続に関わる重大な秘密を知ったハーランは、それを盾にノイエスを救おうとするが…。

## 主な登場人物
- アンドリュウ・ハーラン - 技術士。本作の主人公。技術士は時間の重要な分岐点において、エターニティによる介入を、時場技術を用いて実行する専門職種で、ある意味で他の専門職種からはさげすまれている。
- カンター・ヴォイ - 社会学士。
- ヤーロウ - 教育士。ハーランの教師。
- レイバン・トウィッセル - 上級算定士。エターニティの重鎮のひとりでハーランの上司。
- ブリンズリイ・シェリダン・クーパー - 研修生。ハーランからエターニティ創立以前の「古代史」の授業を受ける。過去に送りこまれて重要な役目をする。
- ノイエス・ランベント - 482世紀でハーランが出会った女性。
- ホッブ・フィンジ - 算定士。482世紀にハーランが観察士として着任した際の上司。
- ヴィッカー・マランゾーン - 24世紀に時場理論を完成させた物理学者。彼の業績が27世紀のエターニティの設立につながることになる。24世紀に死去した彼は、時限ロック式メモリーを残しており、エターニティ機構内の時間で最近その内容が明らかになったが、その中には、なぜかハーランとの関係を含むクーパーの正体に関する言及があった。

## ファウンデーションシリーズでの位置づけ
エターニティ世界とファウンデーション世界とは、歴史上のある時点で分かれたパラレル・ワールドであり、その分岐点は、イタリアの物理学者がノイエスからの書簡に触発されてウランへの中性子衝突による核分裂反応の実験を行い、最終的に原子爆弾の実現に繋がった事である事が示唆されている。
ファウンデーション世界では、核ミサイル開発に伴う量子力学、原子力技術、宇宙技術の驚異的な発展が、超光速航法の開発として結実し、人類は他の異星知性体に先駆けて銀河系内に雄飛する。その結果、同シリーズの特色である「地球人類のみの銀河系社会」が実現する事となり、『ファウンデーションの彼方へ』ではこの事が伝説として語られている。
そのような過程を辿らず、時場工学を発展させたエターニティ世界は、革新的な出来事は矯正の対象となる極めて保守的で内向的な世界である。その未来は、ファウンデーションシリーズに属するSF短編である『袋小路』Blind Alley (1945)で暗示されており、ファウンデーション世界に異星人が登場しない理由の答えともなっている。

## 備考
- 作品中でエターニティの標語として登場する「最大多数の最大幸福」という言葉は、本来は近代における功利主義における主張である。
- 作品中で過去に飛ばされたクーパーからのメッセージとして「原爆以前は誰も見た事の無い筈のキノコ雲の図案」が登場するが、キノコ雲は核爆発以外にも大規模な爆発火災や火山の噴火などでも発生する。